# Rasa mareal
Una rasa mareal, rasa intermareal, rasa litoral, rasa,  plataforma conformada por las olas,  plataforma costera o plataforma de abrasión, es una plataforma rocosa costera, al nivel de la marea baja, que aparece por delante de un acantilado rocoso. Se trata de una formación debida a la erosión del mar sobre este, que se produce solo si se da una serie de factores como son los tipos y disposición en capas de las rocas y una diferencia intermareal significativa (altura entre la marea alta y la baja). 

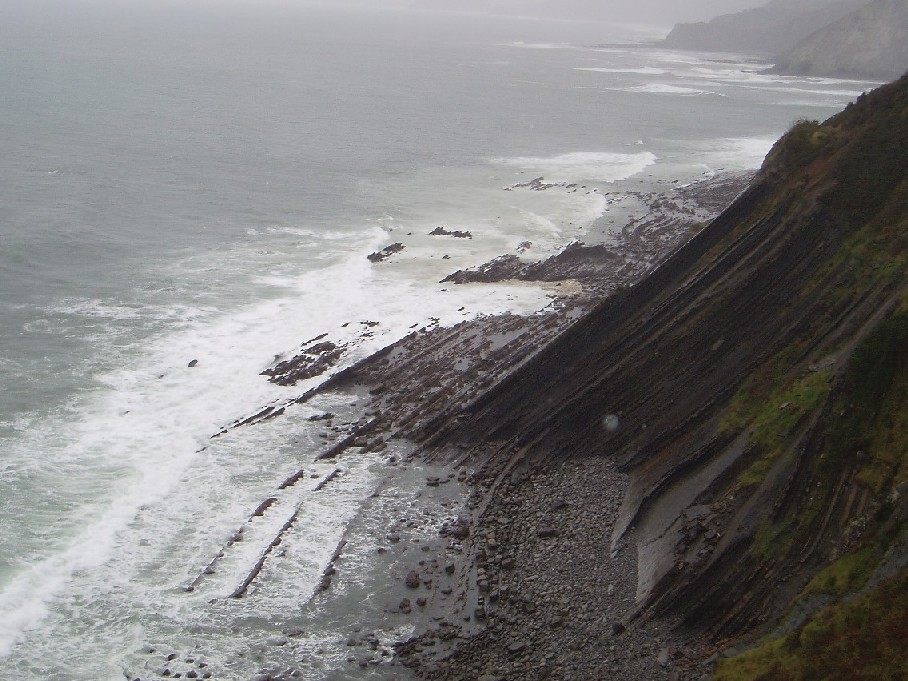
Rasa mareal entre Deva y Zumaya en Guipúzcoa.

La rasa está, por tanto, ligeramente por debajo del nivel marino y es visible en la marea baja y ante la retirada del oleaje. A veces el lado de tierra de la plataforma está cubierta por arena, formando la playa, y la plataforma sólo puede ser identificada en las mareas bajas o cuando las tormentas desplazan la arena.

## Formación

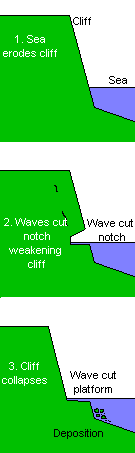
Proceso de formación de una plataforma conformada por las olas.

El oleaje va socavando la base del acantilado, lo que provoca posteriormente el derrumbe de la parte superior, en un proceso continuo que hace retroceder la pared rocosa, pero sin afectar a la zona por debajo del nivel de la marea baja. Normalmente la roca sumergida reduce la fuerza del oleaje, por lo que su erosión sobre el acantilado disminuye y el proceso de retroceso se detiene a los pocos metros. Sin embargo, en zonas donde la diferencia intermareal es grande, el oleaje es intenso y el tipo y disposición de las rocas es propicio, el proceso de retroceso continúa hasta decenas o centenares de metros, dando lugar a una plataforma de roca en el nivel de la marea baja que es la rasa mareal.
Se forma después de que olas destructivas impactan contra la pared de un acantilado, causando un corte entre las marcas de las mareas alta y baja, principalmente como resultado de corrasión y energía hidráulica, creando una muesca cortada por las olas. Esta muesca paulatinamente se expande para crear una cueva. Las olas socavan esta parte hasta que el techo de la cueva no puede ser sostenido por la presión y erosión que actúan sobre él, y colapsa, lo que resulta en la retirada del acantilado hacia  tierra firme.[cita requerida] La base de la cueva forma la plataforma mientras que la erosión de las olas deshace el material derrumbado formando trozos pequeños, al tiempo que algunas partes del acantilado  puede ocurrir que sean lavadas por el mar. Si ello sucede en el extremo de la plataforma, se forma una terraza.
Debido a la continua acción de las olas, una plataforma conformada por las olas es un entorno extremadamente hostil, y solo los organismos más resistentes pueden utilizarlo cómo nicho ecológico. 

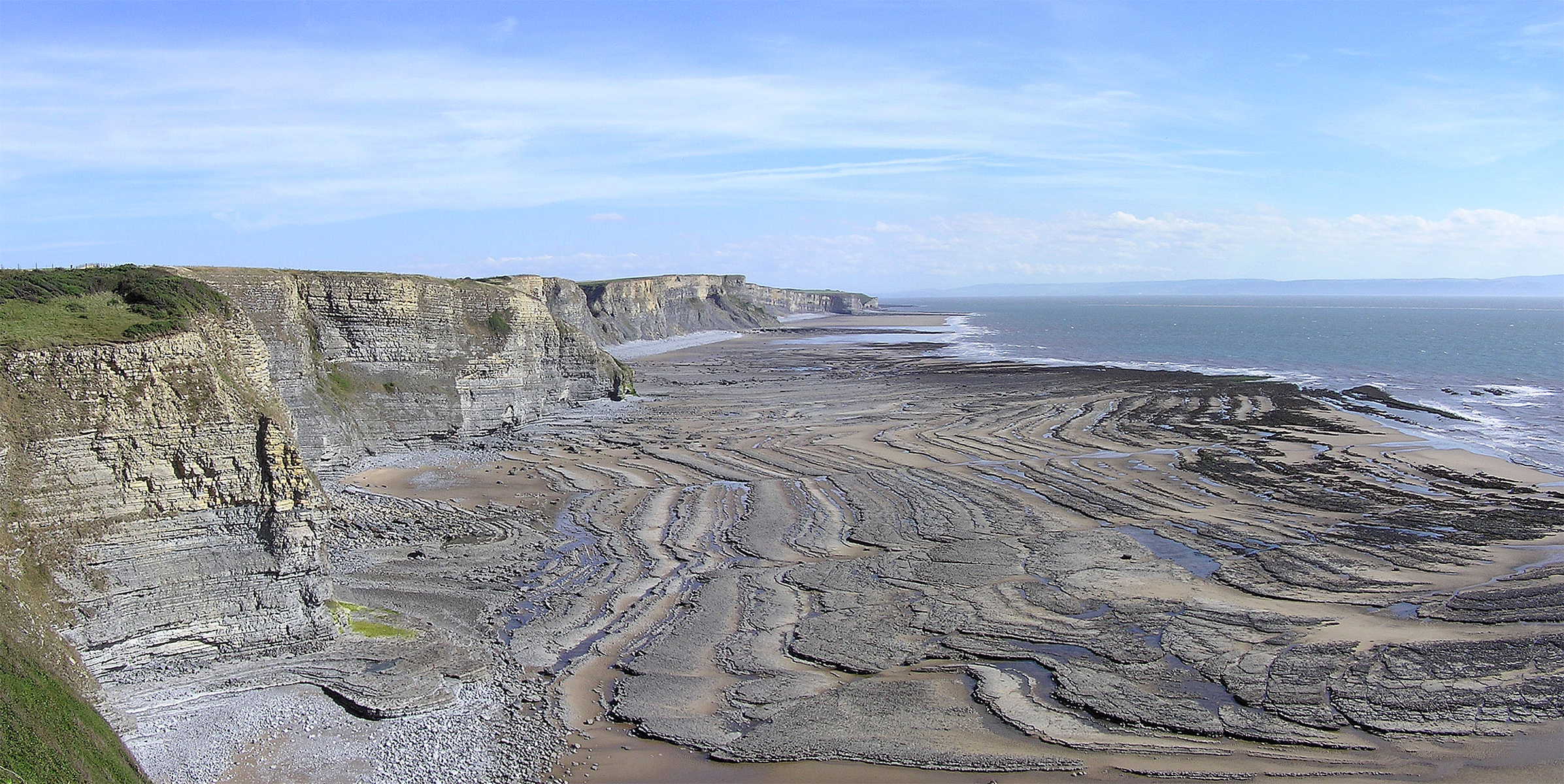
Plataforma conformada por las olas en Southerndown, Gales del sur.

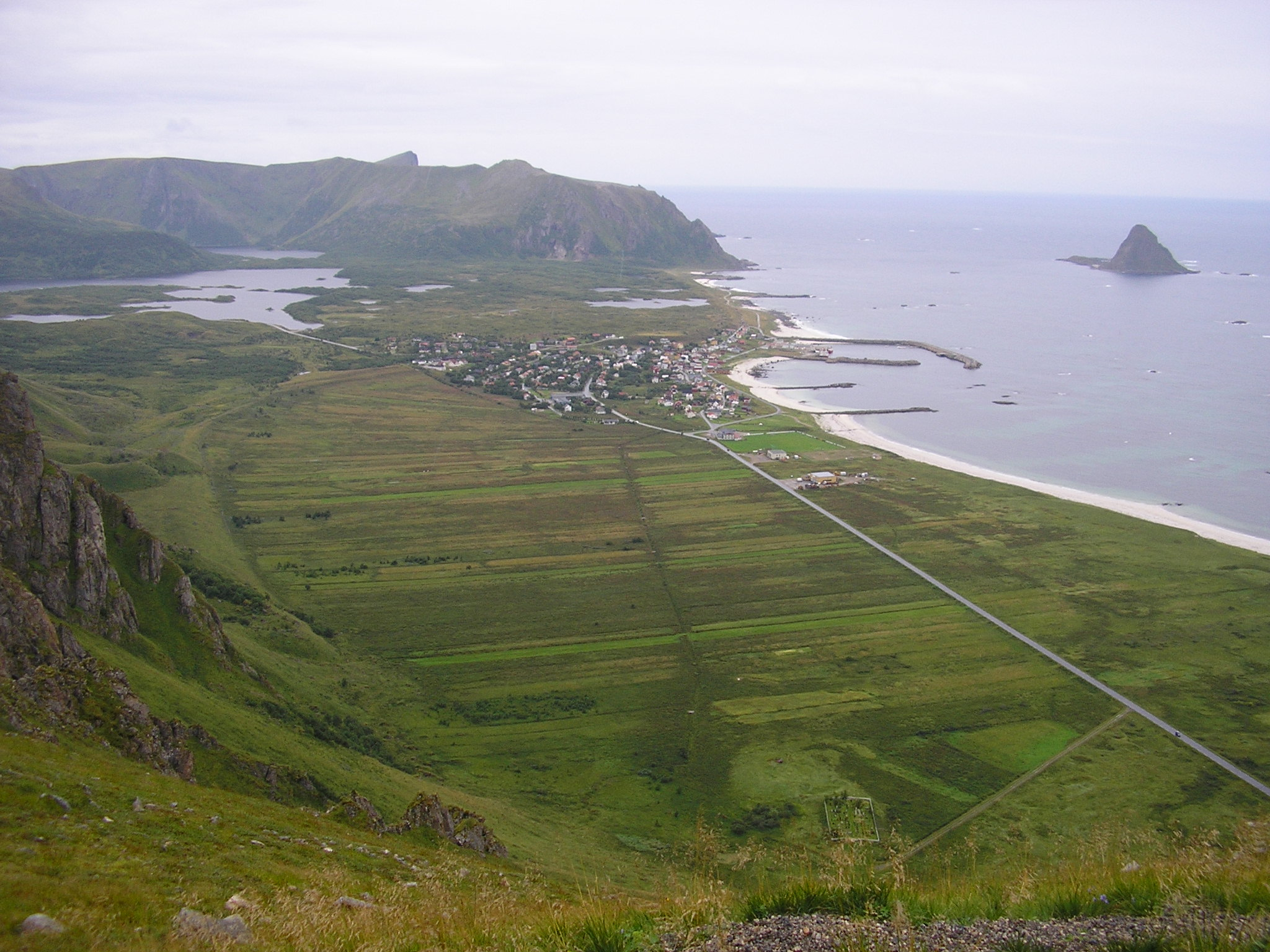
Playa elevada, plataforma conformada por las olas, Bleik, Andøya, Noruega.

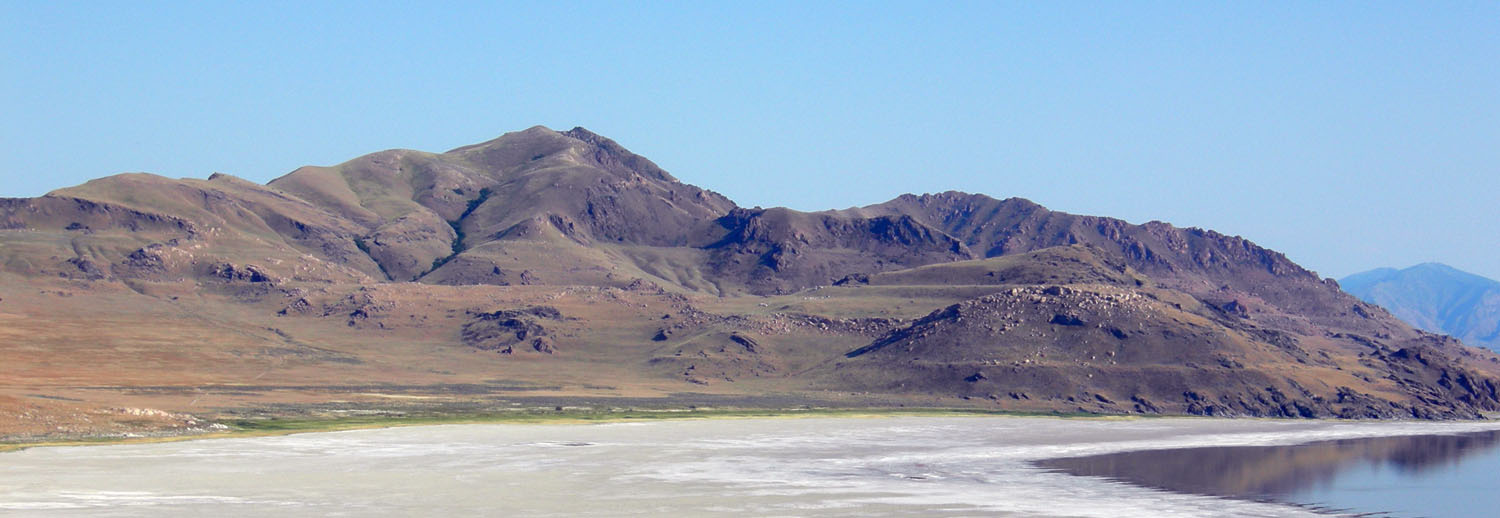
Plataforma conformadas por las olas del Lago Bonneville (Pleistoceno) en la isla Antelope, Gran Lago Salado, Utah.

### El flysch
Un factor habitual para que se produzca una rasa mareal es que el acantilado se componga de flysch, capas delgadas de rocas duras (caliza, pizarra, etc.) intercaladas con otras más blandas (arenisca, arcilla, etc.) y que estas capas estén en posición inclinada o vertical (por plegamientos tectónicos). Esta disposición favorece el retroceso, ya que la erosión sobre las capas blandas deja aisladas y debilitadas las capas duras, que así son erosionadas más fácilmente, pero a la vez la existencia de las rocas duras protege a las blandas por debajo del nivel de la marea, ya que de otra forma no se daría origen a la rasa. Esta protección en el nivel de marea baja no es total, produciéndose un desgaste algo mayor en las rocas blandas, lo que produce los característicos surcos, como si la roca hubiera sido "arada" por el mar. Esta rasa con el tiempo hace que la parte de abajo de la pared se vaya erosionando, lo que al final produce un derrumbamiento de piedras.
Debido a que la rasa mareal queda al descubierto durante la marea baja, se genera una importante riqueza biológica donde abundan los crustáceos, algas, etc.

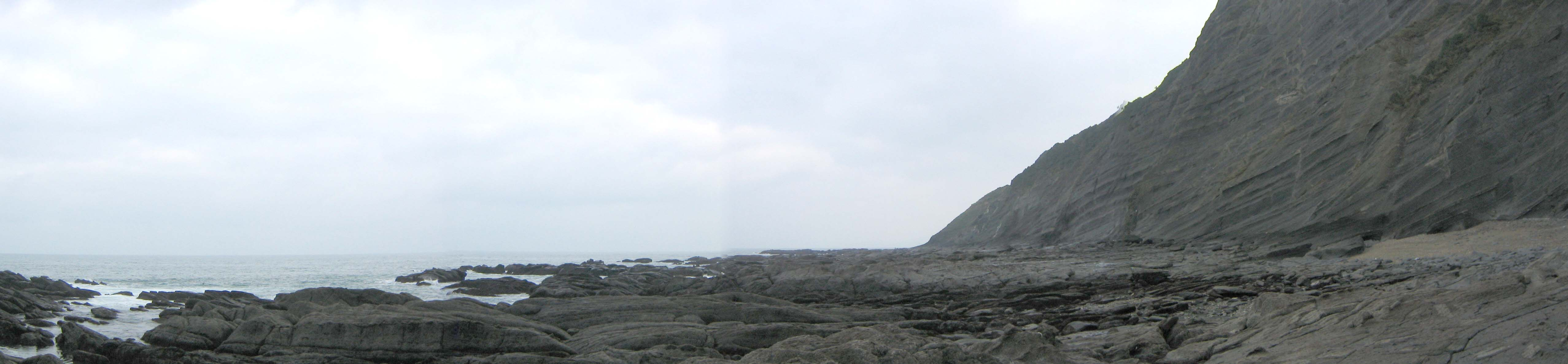
Rasa mareal en Motrico, Guipúzcoa (España), zona llamada Siete playas

La rasa mareal de la costa vasca, en especial el tramo guipuzcoano entre las localidades de Zumaya y Deva, es uno de los mejores flysch mundiales donde se pueden apreciar todas las secciones del Paleoceno del planeta, desde la primera capa hasta la última, con una excelente conservación del registro fósil.

## Uso de ejemplos antiguos
Antiguas plataformas conformadas por las olas aportan pruebas de los niveles marinos y de lagos en el pasado. Plataformas elevadas y abandonadas, a veces encontradas detrás de playas modernas, son evidencia de niveles más alto de mar en un pasado geológico y han sido usadas para identificar áreas de ajuste isostático. Usando métodos científicos de fechado, o examinando fósiles marinos que se encuentran en las plataformas, es posible determinar cuando se formó la plataforma, brindando a geógrafos y geólogos información sobre niveles del mar en tiempos pasados. Este método ha sido usado en Reino Unido y otras áreas previamente cubiertas por glaciares para calcular la velocidad en la que el terreno se eleva ahora que ya no está cubierto de hielo.

## El uso del término 'conformada por las olas'
De acuerdo a Trenhaile y Sunamura, "el término 'Plataforma conformada por las olas' debería dejar de utilizarse, puesto que supone que las plataformas de la costa son resultados de la acción de las olas, que no siempre es cierto. Las plataformas de las costas son claramente características de erosión en que se desarrollan cuando la erosión de una costa y la retirada posterior de los escombros por las olas y las corrientes dejan atrás la superficie de erosión."